# Макс Айтингон
Макс Айтингон (на немски: Max Eitingon) е германски психоаналитик, един от първите и най-преданите ученици на Фройд, основател на ред психоаналитични общества, издателства, библиотеки и институти, организатор на психоаналитично обучение. Заедно с принцеса Мари Бонапарт, Айтингон е един от крупните спонсори и талантливи мениджъри, на които психоанализата дължи развитието си през XX век.

## Биография
Роден е на 26 юни 1881 година в Могильов, Руска империя, в богато семейство на предприемач и макар че в течение на живота той няколко пъти сменя своето гражданство (руско, австрийско, палестинско), неговият първи и основен език остава руският. Поради силната логоневроза, която се запазва през целия му живот, Айтингон е принуден да напусне школата и завършва като външен студент. През 1903 г. постъпва в медицински факултет на Маргбургския университет, а през 1909 се прехвърля в Цюрих, където след няколко години защитава докторска дисертация. В клиниката в Бюргхьолци той се запознава с Карл Абрахам и Карл Юнг и започва да се занимава с психоанализа.
На 28 януари 1907 г. Айтингон за първи път среща Зигмунд Фройд и след време влиза в неговото Виенско психоаналитично общество; той преминава дидактическа психоанализа при Фройд и започва своя частна практика. След това в Берлин, съвместно с Карл Абрахам, създава и развива Берлинско психоаналитично общество, Берлински психоаналитичен институт, библиотека и издателство. След смъртта на Абрахам през 1925 г., той става президент на Международната психоаналитична асоциация. Когато нацистите идват на власт през 1933 г. в Германия, Айтингон в качеството му на открит ционист е принуден да напусне не само територията на Райха, но и изобщо на Европа и се премества в Палестина, където както преди създава Палестинско общество, първата аналитична библиотека и институт. Неговите организаторски способности също са оценени от Съветските тайни служби, с които той си сътрудничи от 1938 г.
Умира на 30 юли 1943 година в Йерусалим (в епохата на Британския мандат в Палестина) на 62-годишна възраст.

## Научна дейност
В историята на психоанализата Айтингон влиза не само като блестящ предприемач, успешен търговец и популяризатор на идеите на Фройд, но също и като автор на ред дидадактически изследвания. През 1922 г. Айтингон предлага за психоаналитичните общества нова образователна система, която до този ден остава класически модел, състоящ се от личен анализ (сертифициран специалист) и супервайзерски контрол (работа под наблюдение на по-старши колеги). Той също предлага правило, съгласно което психоаналитикът не може да започне своя частна практика, докато не приключи своя курс по дидактическа психоанализа. Това правило е прието от МПА и с някои уточнения от Ото Кернберг е в сила и до днес.
Доколкото е много сложно да се раздели дидактическия психоанализ и супервайзерския контрол, Айтингон предлага внимателно да се изследва този феномен. Неговите работи по преноса в супервизията и в клиниката, остават основни за психоанализата в продължение на вече 80 години.